# Garcia I de Castella
Garcia I de Castella, dit el de Les mans blanques (Burgos, 938 - Medinaceli, 995) fou comte de Castella (970-995).

## Orígens familiars
Fill de Ferran González i la seva primera muller Sança de Pamplona.

## Comte de Castella
Va seguir reconeixent la superioritat jurídica dels monarques lleonesos, encara que tindrà plena autonomia administrativa en el seu territori. Per plantar cara al perill musulmà que tenia a les seves fronteres, va ampliar la base social del comtat promulgant les ordenances sobre els cavallers villans de Castrojeriz, equiparant els cavallers villans amb els infantons. Així doncs, aquells camperols que desponien d'un cavall per a la guerra serien equiparats automàticament amb els nobles de segona classe.
Va donar suport a Ghàlib ibn Abd-ar-Rahman as-Siqlabí, que fou derrotat per Almansor en la batalla de Torrevicente.

## Núpcies i descendents
Vers el 965
es casà amb Ava de Ribagorça, filla de Ramon II de Ribagorça, amb la qual tingué:
- l'infant Sanç I Garcia de Castella (965-1017), comte de Castella
- l'infant Gonçal Garcia de Castella
- la infanta Major de Castella, (?-1035), casada amb Ramon IV de Pallars Jussà
- la infanta Urraca, (Benedictina) (?-1039)
- la infanta Elvira de Castella (?-1017), casada el 991 amb Beremund II de Lleó
- la infanta Toda de Castella (?-1031)
- la infanta Ònega de Castella, casada el 995 amb Almansor i el 1045 abadesa de Sant Salvador d'Ona